# Virga
Pour les articles homonymes, voir Virga (homonymie).
La virga (du latin virga, pluriel virgæ : branche verte, tige, baguette, qui a donné virgule) est une traînée verticale ou oblique de neige, de pluie ou de toutes autres précipitations qui s'étend sous un nuage mais sans atteindre le sol. Selon la température, elle est formée de cristaux de glace qui se subliment ou de gouttes qui s'évaporent, sous le nuage dont ils proviennent, en traversant de l'air non saturé. Quelle que soit leur altitude, tous les types de nuages donnant des précipitations sont susceptibles de donner de la virga.

## Formation

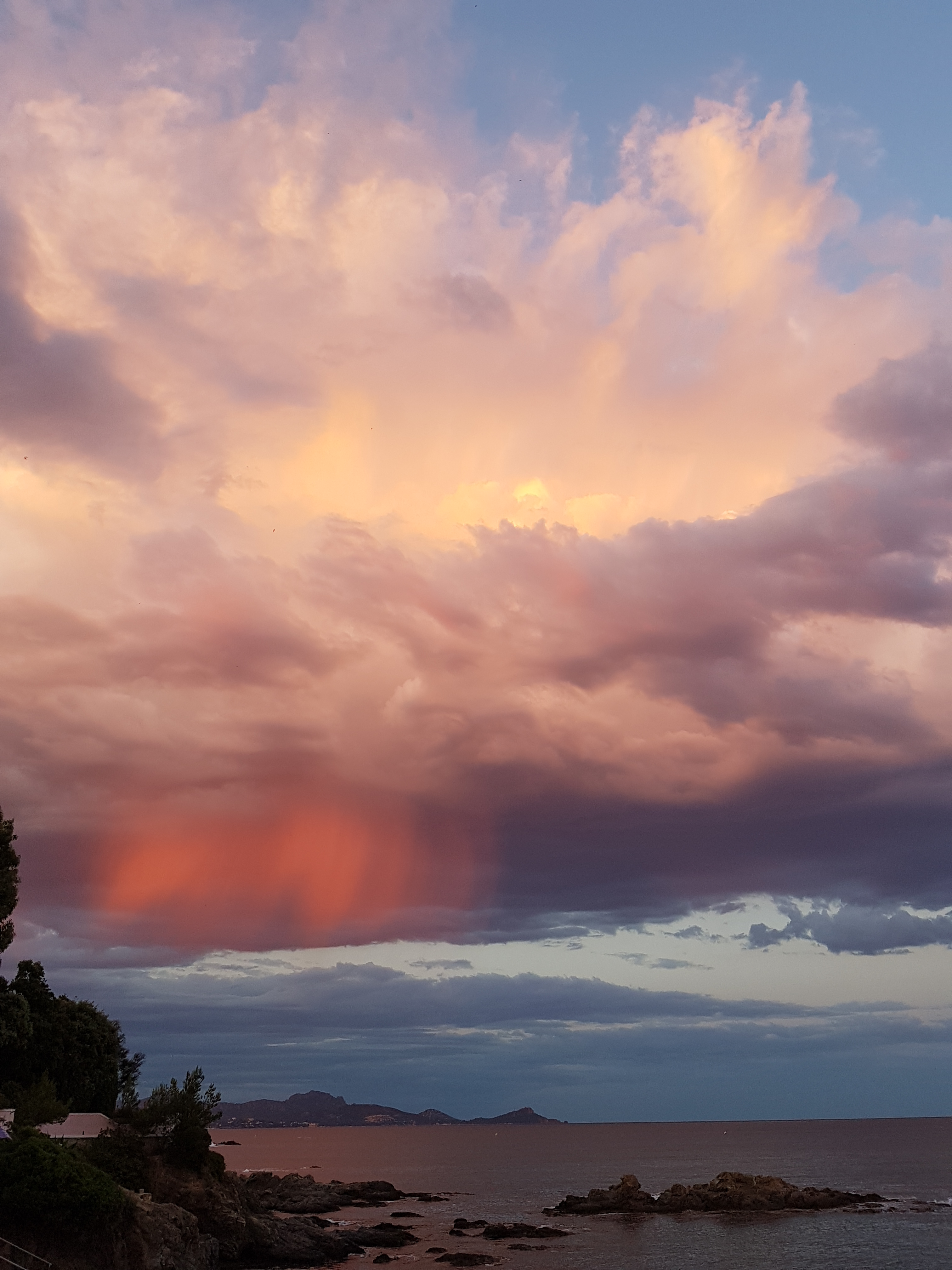
Virga sous un cumulus bourgeonnant éclairé par le soleil couchant en bord de mer.

La couche externe de précipitations tombant d'un nuage dans de l'air non-saturé n'est pas en équilibre de pression partielle de vapeur d'eau avec l'air ambiant et perd graduellement des molécules. Parce que la disparition des précipitations se produit graduellement sous le nuage et de l'extérieur (non saturé) vers l'intérieur de son axe (saturé), la zone s'étire en cône. Par les effets combinés du cisaillement des vents sous le nuage et de la variation de la vitesse terminale de chute selon le diamètre des gouttes ou cristaux, le cône prend la forme d'une virgule, d'où le nom de virga.
Comme il prend naissance si des précipitations tombent dans de l'air non saturé, ce phénomène se produit sous des nuages ayant une base élevée et particulièrement dans des régions où l'humidité relative est faible. Plus le taux de précipitations sous le nuage est élevé, plus les deux variables doivent être importantes. Dans les régions maritimes, ceci se produit donc surtout pour des nuages de faible extension verticale plus ou moins isolés, par exemple sous de petits cumulus bourgeonnants. Dans les régions continentales, comme les Grandes Plaines d'Amérique du Nord ou le Moyen-Orient, elles sont très communes même sous les cumulonimbus.
Cependant, les premières précipitations provenant d'un front chaud partout sur le globe tombent d'un nimbostratus et commencent en virga car l'air est encore sec à bas niveau. Cet air s'humidifie par l'apport des précipitations et vus sur un profileur de vents, les échos provenant de la base de la virga descendent graduellement vers le sol à mesure que le front s'approche. Ils parviendront ensuite à toucher le sol. On ne parlera plus alors de virga mais de pluie ou de neige.
La virga est aussi très courante sous les nuages élevés de la famille des cirrus car la couche humide dans laquelle se forment ces nuages est relativement mince.
Enfin, la virga de neige est plus courante que celle de pluie puisque les cristaux de glace sont très petits et que l'air est plus sec en hiver qu'en été.

## Effets
Bien que la virga ne produise pas d'accumulations de pluie ou de neige au sol, elle peut avoir différents effets non négligeables :
- une virga de cristaux de glace venant d'un cirrus peut ensemencer d'autres nuages plus bas dans la troposphère si quelques cristaux subsistent, particulièrement en condition de soulèvement orographique[3],[4] ;
- la production de virga de fortes pluies qui se produit sous un nuage d'orage (cumulonimbus) dans des régions sèches, comme les Grandes Plaines américaines, peut induire un très fort courant descendant. Ce dernier donnera une rafale descendante violente au sol, parfois accompagnée d'un réchauffement soudain[5] ;
- la différence de mouvement vers le haut et le bas, entre les zones de virga et celles sans précipitations, vont créer des conditions de turbulence sous le nuage qui peuvent être dangereuses pour les aéronefs[6].

### Thermodynamique
Pour expliquer les mouvements verticaux ci-dessus, il faut considérer que l'énergie nécessaire à l'évaporation de la pluie ou la sublimation de la neige sous un nuage provient de l'air entourant les précipitations, ce qui le refroidit. De par la loi des gaz parfaits, cet air devient plus dense que celui environnant et doit descendre selon la poussée d'Archimède. Cela produit donc un courant descendant dont la vitesse dépend de la quantité de pluie évaporée. Par ailleurs, si le taux de précipitations varie spatialement sous le nuage, le refroidissement sera inégal et on retrouvera des taux de descente de l'air qui varient également de point en point. Finalement, les zones sans précipitations sous le nuage seront plus chaudes que celles de virga et on aura donc un mouvement convectif vers le haut dans ces zones.

## Trou de virga

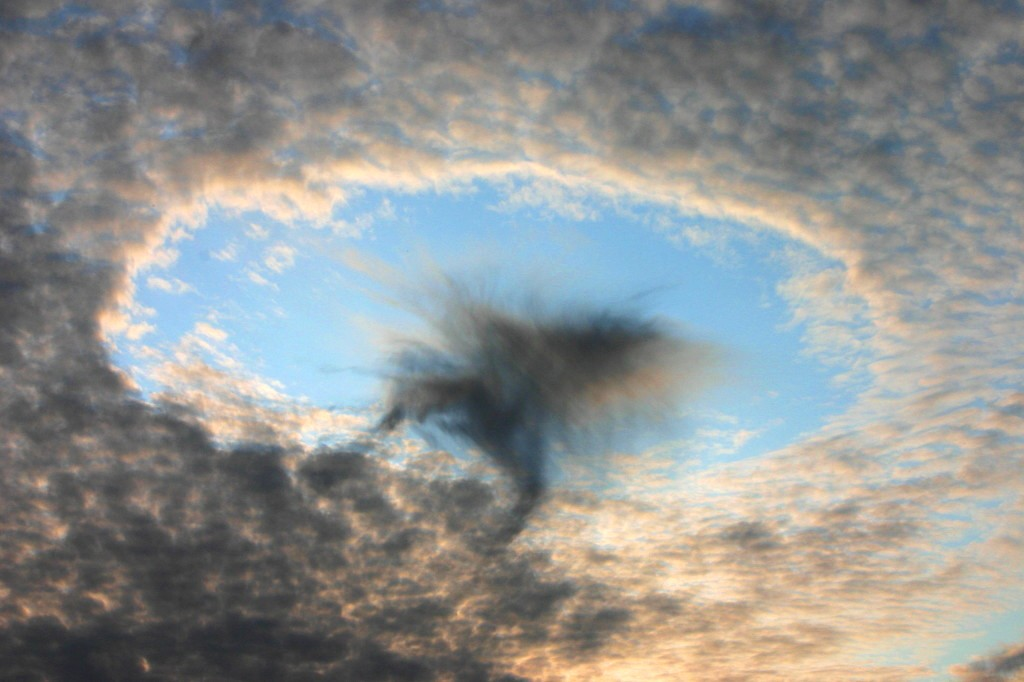
Trou de virga en Autriche, août 2008.

Un trou de virga, appelée Cavum dans la version 2017 de l'Atlas international des nuages, est une zone circulaire dégagée dans une couche très mince de nuages et sous laquelle des « mèches » de virga sont visibles.
Un nuage à une altitude où la température est bien en dessous du point de congélation, est souvent formé d'un mélange de cristaux de glace et de gouttelettes en surfusion, tels les altocumulus ou les cirrocumulus. Souvent, les gouttelettes ne peuvent se changer en cristaux par manque de noyaux glacigènes si elles sont éloignées des cristaux de glace du nuage. Un apport de ces noyaux causera la congélation immédiate des gouttes qu'ils touchent et l'absorption rapide des autres gouttes environnantes par effet Bergeron. Ceci diminue donc la densité du nuage qui semble s'évanouir autour de la zone affectée.
Cela se produit souvent quand un avion passe à travers un tel nuage. On a longtemps cru que cela venait des émissions des réacteurs, qui contiennent beaucoup de noyaux de congélation. Toutefois, l'hypothèse actuellement la plus acceptée est que le phénomène viendrait des perturbations aérodynamiques engendrées à l'extrémité des ailes et volets des avions. La diminution de la densité de l'air produite abaisse pendant un très court instant sa température jusqu'à −40 °C, ce qui déclencherait la formation de traînées de cristaux de glace, sans besoin d'aérosols jouant le rôle de noyaux de congélation. Le phénomène laisse un trou dans le nuage à l'endroit où est passé l'appareil et souvent un cône de virga.
Les avions peuvent ainsi abaisser l'altitude où les nuages contiennent des cristaux de glace en permettant la formation de ceux-ci à des températures aussi élevées que −7 °C (souvent à moins de 3 km d'altitude selon la masse d'air), alors que le phénomène naturel s'observe généralement à des températures plus basses, de l'ordre de −20 °C.

## Sur d'autres planètes

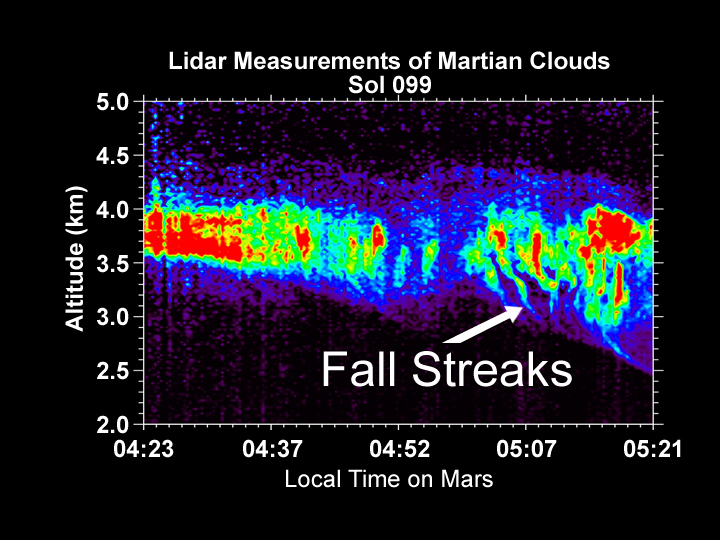
Virga de cristaux de glace sur Mars notée par le lidar de la sonde Phoenix.

Les sondes spatiales ont observé que les précipitations d'acide sulfurique tombant des nuages sur Vénus s'évaporent bien avant de toucher le sol à cause de la température élevée de l'atmosphère. Sur Mars, la sonde Phoenix a noté des cristaux de glace tombant de nuage à 4 km d'altitude et se sublimant en virga au-dessus de 2,5 km,.
De même, on peut en théorie rencontrer de la virga d'ammoniac ou de méthane sur les géantes gazeuses comme Jupiter.